# Arija
Arija település Spanyolországban, Burgos tartományban. Arija Campoo de Yuso, Valle de Valdebezana, Alfoz de Santa Gadea és Las Rozas de Valdearroyo községekkel határos. Lakosainak száma 115 fő (2024).

## Népesség
A település lakosságának változását az alábbi diagram mutatja:
| Lakosok száma | 229  | 202  | 192  | 185  | 178  | 153  | 138  | 129  | 118  | 115  |
|               | 2001 | 2004 | 2006 | 2009 | 2011 | 2014 | 2016 | 2019 | 2021 | 2024 |